# Kiffe kiffe imorgon
Kiffe kiffe imorgon, på franska Kiffe kiffe demain, är en roman av franska författaren Faïza Guène. Den gavs ursprungligen ut på franska 2004, när författaren enbart var 19 år gammal, av förlaget Hachette Livre. Den svenska översättningen gavs ut 2006 på Norstedts förlag, i översättning av Lotta Riad. Romanen är författarens debutroman.
Romanen var en av de största försäljningsframgångarna i Frankrike 2004, och översattes till 26 språk. I Frankrike har den sålt i 400 000 exemplar. Titeln kommer enligt romanen från den arabiska frasen 'kif-kif', som betyder ungefär "allt är sammalika", och "imorgon". "Kiffer" är även franska för att 'gilla' eller 'älska' något.

## Tillkomst
Guène började vid 13 års ålder gå till en skrivarakademi driven av organisationen 'Les Engraineurs. Vid 18 års ålder började hon som fritidssysselsättning skriva på Kiffe kiffe imorgon. Efter att ha redigerat omkring 30 sidor, med reservoarpenna i ett anteckningsblock, läste franskläraren som var ansvarig för skrivarakademin texten och skickade in den till förlaget Hachette Livre utan Guènes vetskap. Efter en vecka hörde utgivaren Isabelle Seguin av sig och föreslog ett kontrakt om romanen avslutades. När boken gavs ut i september 2004 hyllades den av en journalist från L'Obs, och den blev en stor försäljningsframgång med 400 000 sålda exemplar i Frankrike och översättningar till 26 språk.

## Handling
Romanen är skriven som en dagboksroman, där 15-åriga Doria skildrar sitt liv och sin vardag i förorten. Hon bor ensam med sin mor i Livry-Gargan, en kommun 12 kilometer nordost om Paris och en förort till staden. Hennes fader lämnade familjen, för att återvända till Marocko med en yngre och fertilare kvinna. Dorias mor lyckades bara få en dotter, och fadern var desperat efter en son. Kvar lämnas modern, som inte kan läsa och som tvingas arbeta med att städa på ett hotell, och Doria. Doria kommer att se det som sitt öde: oavsett vad man gör kommer det gå åt skogen. Därför är det lika bra att inte fokusera på framtiden, utan leva i nuet. I den franska utgåvan används ordet 'mektoub' för ödet, ett ord som kommer från arabiskan och som syftar på den islamska tanken om ett av Gud fixerat öde.
Under stora delar av romanen ägnar Doria stora delar av livet åt att fly bort i drömmar och amerikanska TV-serier. För Doria är inte omvärlden det viktigaste: "för mig och mamma är det inte viktigt att vara en del av jet-set." Den skildrar Dorias vardag, med modern som städar, vännen Hamoudi som hon känt hela livet och tråkiga, jobbiga och påfrestande psykologer och socialassistenter. I slutet av romanen börjar dock verkligheten bli frestande. Modern får ett nytt jobb, lär sig läsa och ordentlig franska, och Doria byter skola och får en pojkvän.